# Cipendawa
Cipendawa is een bestuurslaag in het regentschap Cianjur van de provincie West-Java, Indonesië. Cipendawa telt 18.727 inwoners (volkstelling 2010).